# 聖貝爾納多德爾比恩托
聖貝爾納多德爾比恩托是哥倫比亞的城鎮，位於該國西北部，由科爾多瓦省負責管轄，距離首府蒙特里亞78公里，始建於1776年11月28日，面積321平方公里，海拔高度2米，2005年人口31,455。

## 外部連結
- （西班牙文） Gobernacion de Cordoba - San Bernardo del Viento[永久]

9°21′N 75°57′W / 9.350°N 75.950°W